# Ana Eliza Bray
Anna Eliza Bray (25 de dezembro de 1790 - 21 de janeiro de 1883) foi uma romancista histórica inglesa. Ela também escreveu diversas obras de não-ficção.

## Biografia
Anna Eliza Bray nasceu na paróquia de Newington, Surrey, em 25 de dezembro de 1790. Seu pai era John Kempe, um carregador de barras de ouro da Royal Mint, e sua mãe foi Ann, filha de James Arrow de Westminster. Bray queria ser atriz, e sua apresentação pública no Bath Theatre foi anunciada para 27 de maio de 1815. No entanto, ela pegou um forte resfriado, o que a impediu de se apresentar, e a oportunidade foi perdida. Em fevereiro de 1818, ela se casou com Charles Alfred Stothard, filho do pintor Thomas Stothard, da Academia Real Inglesa. Eles viajaram para a França, e sua primeira obra foi Letters written during a Tour in Normandy, Brittany, &c., em 1818.
Como artista, seu marido se dedicava a ilustrar os monumentos esculpidos da Grã-Bretanha, mas, em 28 de maio de 1821, ele sofreu um grave acidente, caindo de uma escada enquanto coletava materiais para sua obra The Monumental Effigies of Great Grã-Bretanha, e morreu na igreja de St Andrew, em Bere Ferrers, Devon. Bray teve uma filha com Kempe, nascida em 29 de junho de 1821, e falecida em 2 de fevereiro de 1822. Em 1823 ela produziu um livro de memórias de seu falecido marido, e se comprometeu a completar o livro que ele havia deixado inacabado, com a ajuda de seu irmão, Alfred John Kempe. A obra foi finalizada em 1832. Ela deixou os desenhos originais da obra para o Museu Britânico, após sua morte.
Muitos anos depois, ela concedeu à Gentleman's Magazine e à Blackwood's Magazine reminiscências de seu sogro, Thomas Stothard. Posteriormente, em 1851, os arquivos foram expandidos para a vida do pintor.
Um ou dois anos após a morte de Stothard, Bray casou-se com Edward Atkyns, vigário de Tavistock. Foi neste momento que ela começou a escrever romances históricos e, de 1826 a 1874, escreveu, pelo menos, uma dúzia de livros. Alguns, como The Talba, or the Moor of Portugal (1830), versam sobre a vida no estrangeiro, mas seus mais populares recuperaram a vida das principais famílias dos condados de Devon e Cornwall, como os Trelawneys, de Trelawne, os Pomeroys e os Courtenays, de Walreddon. As obras se mostraram tão populares que um conjunto de dez volumes sobre os Longmans foi lançado em 1845-1846, e foi reimpresso pela Chapman & Hall até 1884. Enquanto ela morava em Tavistock, Bray contratou uma jovem empregada, Mary Colling, que havia produzido um livro de poesia, que Bray viu ser publicado.
O segundo marido de Bray morreu em 1857. Ela, então, se mudou para Londres, onde publicou poesias e sermões. Seus últimos anos foram marcados por um relato de que, em uma visita a Bayeux em 1816, ela havia roubado um pedaço da Tapeçaria de Bayeux. No entanto, foi inocentada. Ela morreu em Londres, em 21 de janeiro de 1883. Sua autobiografia, que cobre o período de sua vida até 1843, foi publicada por seu sobrinho, John A. Kempe, em 1884. A obra retrata uma mulher realizada e bondosa, orgulhosa de suas criações e entusiástica em elogiar as figuras literárias que conheceu.

## Outros trabalhos
Bray escreveu muitas outras, incluindo The Borders of the Tamar and the Tavy (1836, 3 vols.), que descreve, em uma série de cartas a Robert Southey, as tradições, lendas e superstições que cercam a cidade de Tavistock, nas fronteiras do rio Tamar e do rio Tavy. A obra foi resenhada pelo próprio Southey, na Quarterly Review. Também relacionada com o sudoeste da Inglaterra, publicou uma série de contos para "jovens" sobre as lendas românticas relacionadas com Dartmoor e North Cornwall, intituladas A Peep at the Pixies, or Legends of the West (1854).
Em 1841, foi publicado seu livro The Mountains and Lakes of Switzerland, with Notes on the Route there and back. Após alguns anos sem publicar, ela lançou, em 1870, três compilações sobre a história da França, The Good St. Louis and his Times, The Revolt of the Protestants of the Cevennes e Joan of Arc. Estes foram relatados pela autora na sua entrada no Dictionary of National Biography, em 1886, como "agradavelmente escritos, mas faltavam pesquisas históricas que poderiam torná-los de valor permanente". Entre seus outros trabalhos estão Branded, Trelawney e The White Hoods: an Historical Romance .

## Leitura Adicional
- Bray, A. E. (1823). Memoirs, including original journals, letters, papers, and antiquarian tracts of the late Charles Alfred Stothard, FSA. London: Longman, Hurst, Rees, Orme, and Brown
- Kempe, ed. (1884). Autobiography of Anna Eliza Bray. London: [s.n.]
- Lindley, Phillip (2012). «The artistic practice, protracted publication and posthumous completion of Charles Alfred Stothard's Monumental Effigies of Great Britain». Antiquaries Journal. 92: 385–426. doi:10.1017/s0003581512000649
- Low, Dennis (2006). The Literary Protégées of the Lake Poets. Aldershot: Ashgate
- John William (1910). "Bray, Anna Eliza". A Short Biographical Dictionary of English Literature. London: J. M. Dent & Sons.